# 夏文法
夏文法（？—1929年3月4日），湖北黄冈（今属新洲）人，原名易白友，又名夏桂林，中国共产党員。

## 生平
夏文法年轻时曾经在武汉三镇做学徒工，并在这段时间里接触了革命思想，参加了秘密工会和罢工。1926年，他加入了武汉染织工会，出任委员长，同年冬天加入中国共产党。1927年，时值七一五事变，第一次国共合作结束，他被任命为中共武汉染织总工会支部负责人；同年8月，他离开武汉去苏联学习。1928年返华后，他被任命为中共河南省委常委、工委书记，负责该省的工人运动事务。翌年2月下旬，他遭到中华民国当局逮捕，同年3月4日被处死于武昌文昌门外。